# Giacomo Lercaro
Giacomo Lercaro (Quinto al Mare, Província de Gênova, 28 de outubro de 1891 - Bolonha, 18 de outubro de 1976) foi Arcebispo de Bolonha e Cardeal.

## Vida
Giacomo Lercaro nasceu como oitavo dos nove filhos de Giuseppe Lercaro e Aurélia Picasso. Ele veio de uma família de marinheiros e dois de seus irmãos, Amedeo e Attilio, também se tornaram clérigos. De 1902 a 1914, com bolsa do arcebispo, Lercaro estudou no seminário arquiepiscopal da Arquidiocese de Gênova. Ele recebeu o sacerdócio em 25 de julho de 1914, por Dom Ildefonso Pisani, na capela do Seminário Arquiepiscopal de Gênova. Depois, começou a estudar no Pontifício Instituto Bíblico, em Roma (1914-1915).
Quando a Itália entrou na Primeira Guerra Mundial, ele trabalhou como capelão militar. Em 1918, tornou-se prefeito do seminário em Gênova, onde seu irmão Amedeo já era reitor. Ele ocupou este cargo até 1923. Durante este tempo (1921-1923), ele também foi professor substituto da teologia católica, bem como professor de patologia (1923-1927). De 1927 a 1937 foi professor de religião em uma escola de ensino médio em Gênova. Ele também participou de movimentos estudantis na área durante esse período. Ele tentou desde então combinar teologia católica e cultura moderna. Pároco-reitor da Basílica de S. Maria Imaculada, Gênova (1937-1947).
Declaradamente antifascista, durante a Segunda Guerra Mundial, Lercaro pregou contra os alemães e ajudou a esconder judeus e outros perseguidos. Ele foi forçado a se esconder em um mosteiro sob o pseudônimo de Padre Lorenzo Gusmini para não ser morto; no final da guerra, recebeu um testemunho agradecido e afetuoso de toda a cidade de Génova. Foi nomeado Prelado doméstico de Sua Santidade em 23 de novembro de 1946.
O Papa Pio XII o nomeou como arcebispo de Ravenna em 31 de janeiro de 1947. Recebeu a ordenação episcopal em 19 de março de 1947, pelo Arcebispo de Gênova, Giuseppe Siri, na Basílica de Santa Maria Imaculada de Gênova; os co- consagradores foram Angelo Rossini, Arcebispo de Amalfi, e Francesco Canessa, Bispo Titular de Sarepta.
Em seguida, Lercaro foi arcebispo de Bolonha de 19 de abril de 1952 a 12 de fevereiro de 1968. Ambas as cidades eram neste momento como fortalezas dos comunistas. Embora anticomunista,  procurou dialogar com os líderes do Partido Comunista em Bolonha.
O Papa Pio XII levantou-o cardeal em 12 de janeiro de 1953. Ele se tornou cardeal-presbítero da igreja titular de Santa Maria em Traspontina em 15 de janeiro. Lercaro participou do Conclave de 1958, que elegeu o Papa João XXIII e também no Conclave de 1963, quando o Papa Paulo VI foi escolhido. Foi um dos principais papabile em 1963, recebendo vinte votos.
Em 1963, foi condecorado Cavaleiro da Grã-Cruz da Ordem do Mérito da República Italiana.
Encarado como um dos membros mais progressistas do episcopado italiano, Cardeal Lercaro participou do Concílio Vaticano II e logo se tornou uma das figuras influentes do Conselho. Juntamente com Grégoire-Pierre XV Agagianian, Julius August Döpfner e Leo-Jozef Suenens, ele foi um dos quatro moderadores do conselho. Ele recordou a tarefa de se tornar uma igreja dos pobres. Sua preocupação estava em conformidade com os prelados latino-americanos, que dariam forma a Teologia da Libertação na década de 1970.
Cardeal Lercaro foi presidente do "Consilium" para a reforma litúrgica, 1966-1968, onde foi um ardente defensor das missas vernáculas e ritos mais simplificados, e participou da Primeira Assembleia Ordinária do Sínodo dos Bispos, na Cidade do Vaticano, de 29 de setembro a 29 de outubro de 1967.
Em 1967, o Papa Paulo VI nomeou o bispo conservador de Mântua, Antonio Poma, como Arcebispo-coadjutor de Lercaro cum iure successionis. Lercaro falou especialmente em seu sermão de Ano Novo em 1968 pedindo o fim dos bombardeios americanos no Vietnã. Nas semanas seguintes, foi informado que sua renúncia por idade foi aceita e deixou o cargo em fevereiro de 1968; surgiram acusações de que conservadores leigos e na Cúria pressionaram pela demissão do cardeal, aproveitando-se do afastamento do papa de muitas decisões. Naquele ano, o papa nomeou Lercardo como legado papal do XXXIX Congresso Eucarístico Internacional, realizado em agosto de 1968 em Bogotá.
Após se aposentar, residiu na Villa San Giacomo, em Bolonha, escola para jovens que ele fundou. Perdeu o direito de participar de conclaves quando completou oitenta anos, em 1971.
Giacomo Lercaro morreu de insuficiência cardíaca, na Villa San Giacomo. Seu corpo foi enterrado na Catedral de Bolonha. Em 16 de maio de 2003, foi inaugurada a Galleria Nazionale d'Arte Moderna "Giacomo Lercaro", organizada pela Fondazione "Cardinale Giacomo Lercaro", uma das principais coleções de arte moderna da Itália.